# 681

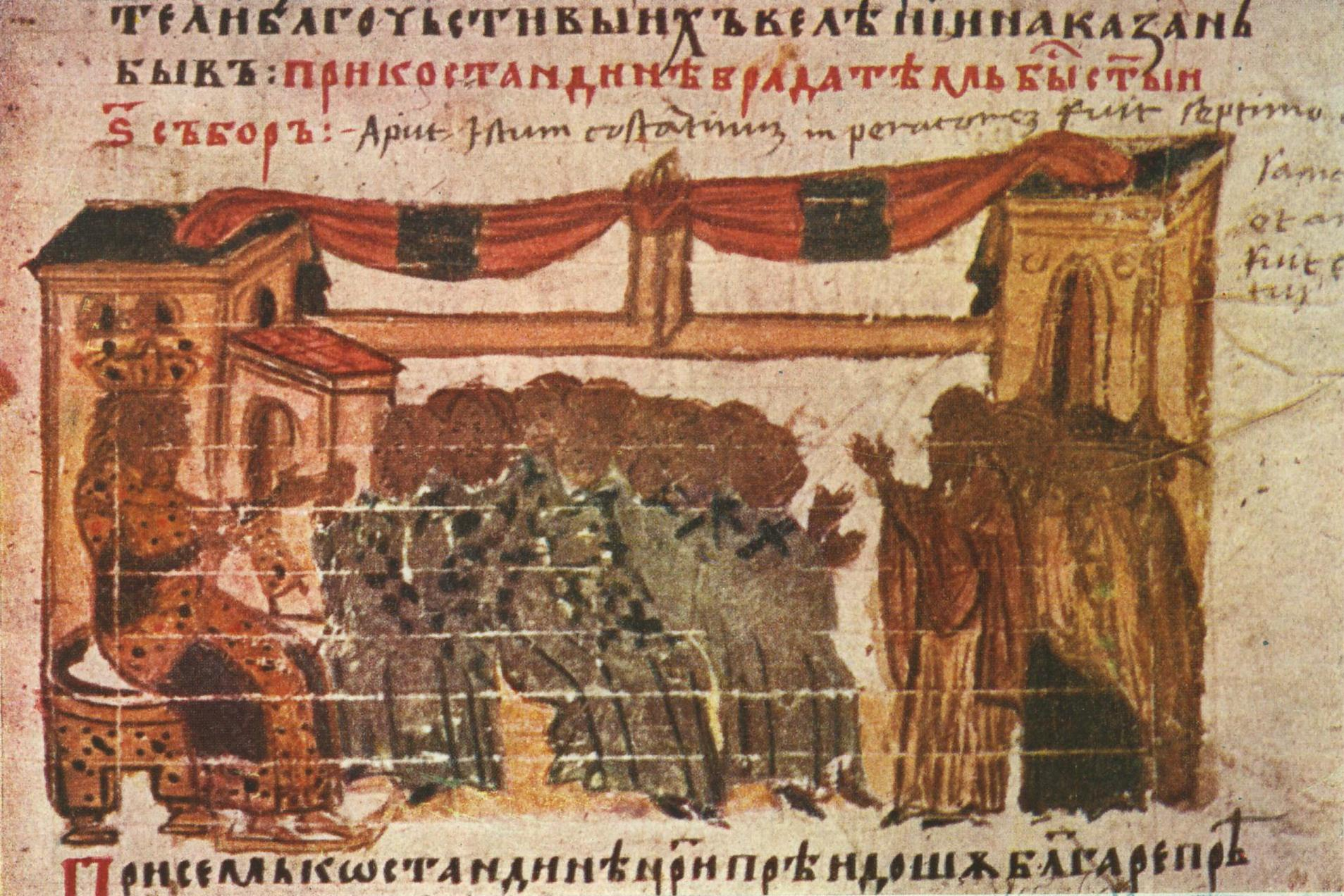
Derde Concilie van Constantinopel

Het jaar 681 is het 81e jaar in de 7e eeuw volgens de christelijke jaartelling.

## Gebeurtenissen

### Byzantijnse Rijk
- Byzantijns-Bulgaarse Oorlog: Keizer Constantijn IV erkent het Eerste Bulgaarse Rijk onder leiding van Asparoech en betaalt schatting om verdere expansie in Thracië te voorkomen. Asparoech verenigt de Bulgaars-Slavische stammen in de Donaudelta en sticht een onafhankelijke staat in Moesië (huidige Bulgarije).

### Europa
- Pepijn van Herstal, hofmeier van Austrasië, sluit een vredesverdrag met Waratton. Hij is de opvolger van de vermoorde Neustrische hofmeier Ebroin.

## Religie
- 10 januari - Paus Agatho I overlijdt in Rome aan de pest na een pontificaat van 2½ jaar. Hierdoor ontstaat er een sedisvacatie (leegheid van de Heilige Stoel) tot augustus 682.
- Einde van het Derde Concilie van Constantinopel: Het monotheletisme wordt door de Oosters-orthodoxe Kerk afgewezen en veroordeeld als ketterij.

## Geboren
- Fujiwara no Fusasaki, Japans minister (overleden 737)

## Overleden
- 10 januari - Agatho I, paus van de Katholieke Kerk
- Ebroin, hofmeier van Neustrië (waarschijnlijke datum)
- Tortgith, Angelsaksisch geestelijke en heilige